# Дебелец (село)
Дебелец (болг. Дебелец) — село в Болгарии. Находится в Варненской области, входит в общину Дылгопол. Население по последней переписи — 6 человек (2021). До 1934 года называлось Кара-Ахмед-махле. В 1976 году село было упразднено в связи с затоплением, в 2007 году восстановлено.

## География
Находится на берегу водохранилища Цонево, в 6 км по автодорогам к юго-западу от села Цонево и в 16 км по автодорогам к юго-востоку от центра общины, города Дылгопол. К северу от села расположена складская база, а в 4 км к юго-востоку — известняковый карьер «Сини Вир». В самом селе находится несколько гостевых домов.

## История
По первой после обретения Болгарией независимости переписи 1880 года село учитывалось как село Кара-Ахмед-махала общины Ченге околии Ново-Село округа Провадия. К 1887 году село Кара-Ахмед-Махле вместе с околией перешло в состав округа Варна. По переписи 1892 года в селе было 88 зданий. По переписи 1900 года в селе, перешедшем в околию Провадия, числилось 124 здания, в 1905 году — 121 здание, в 1910 году — 134 здания с 722 постоянными жителями.
По переписи 1910 года в селе числилось 730 жителей (394 мужчины, 336 женщин) наличного населения, из них 588 турок (320 мужчин и 268 женщин), исповедующих ислам, и 142 болгара (74 мужчины и 68 женщин), исповедующих православие. Из турок было 36 грамотных, из болгар — 30. По экономической активности 127 человек были хозяевами, 237 — помощниками и служащими, 17 — работниками, 349 — неактивными. В сельском хозяйстве было занято 372 человека с 344 членами семей, в промышленности — 2 человека с 1 членом семьи, в торговле — 4 человека с 2 членами семей, в свободных профессиях и на госслужбе — 3 человека с 2 членами семей.
| Мужчин | Возраст | Женщин |
| ------ | ------- | ------ |
| 0      | 85+     | 0      |
| 2      | 80—84   | 3      |
| 2      | 75—79   | 1      |
| 2      | 70—74   | 3      |
| 7      | 65—69   | 3      |
| 15     | 60—64   | 14     |
| 13     | 55—59   | 10     |
| 4      | 50—54   | 17     |
| 10     | 45—49   | 9      |
| 14     | 40—44   | 16     |
| 27     | 35—39   | 16     |
| 21     | 30—34   | 15     |
| 22     | 25—29   | 30     |
| 26     | 20—24   | 25     |
| 42     | 15—19   | 34     |
| 72     | 10—14   | 41     |
| 53     | 5—9     | 52     |
| 62     | 0—4     | 47     |

По переписи 1920 года в селе Кара-Ахмед-махле общины Сандыкчии той же околии было 154 здания и 158 домохозяйств, а по переписи 1926 года — 190 зданий и 198 домохозяйств. В 1934 году — село Дебелец (переименовано 7 декабря 1934 года) общины Ракла околии Провадия Шуменской области, в которой по переписи было 221 домохозяйство в 219 жилых зданиях.
С 1949 года — в составе общины Ракла (с 1950 года — Цонево) Провадийской околии Варненского округа. В 1959 году околии были ликвидированы.
По переписи 1965 года из 1202 постоянных жителей села (616 мужчин, 586 женщин) было 556 экономически активных (331 мужчина, 225 женщин, почти все — в трудоспособном возрасте) и 646 неактивных (285 мужчин и 361 женщина). Из них 529 человек были заняты в материальном производстве (361 в сельском хозяйстве, 141 в промышленности, 9 в лесном хозяйстве, по 8 — в строительстве и в торговле и 2 на транспорте) и 27 — в нематериальном (из них 19 в образовании и культуре, 3 в управлении, по 2 — в ЖКХ и в здравоохранении и социальном обеспечении и 1 в других отраслях).
2 марта 1976 года село было упразднено в связи с затоплением водохранилища Георги Трайков. Восстановлено 16 ноября 2007 года.

## Население
| 1880 | 1887 | 1892 | 1900 | 1905 | 1910 | 1920 | 1926 | 1934 | 1946 | 1956 | 1965 | 1975 | 1985 | 1992 | 2001 | 2011 | 2021 |
| ---- | ---- | ---- | ---- | ---- | ---- | ---- | ---- | ---- | ---- | ---- | ---- | ---- | ---- | ---- | ---- | ---- | ---- |
| 530  | 581  | 550  | 731  | 685  | 722  | 883  | 1049 | 1162 | 1053 | 1306 | 1202 | н/д  | —    | —    | —    | 0    | 6    |

### Национальный состав
В течение первых шести переписей 1880—1910 годов большинство в селе составляли турки, имелось также значительное количество болгар.

### Возрастно-половой состав
По переписи 2021 года в селе проживало 6 взрослых мужчин. По переписи 2011 года — 0 человек.
| Мужчин | Возраст | Женщин |
| ------ | ------- | ------ |
| 0      | 85+     | 0      |
| 0      | 80—84   | 0      |
| 0      | 75—79   | 0      |
| 1      | 70—74   | 0      |
| 1      | 65—69   | 0      |
| 1      | 60—64   | 0      |
| 0      | 55—59   | 0      |
| 1      | 50—54   | 0      |
| 0      | 45—49   | 0      |
| 1      | 40—44   | 0      |
| 1      | 35—39   | 0      |
| 0      | 30—34   | 0      |
| 0      | 25—29   | 0      |
| 0      | 20—24   | 0      |
| 0      | 15—19   | 0      |
| 0      | 10—14   | 0      |
| 0      | 5—9     | 0      |
| 0      | 0—4     | 0      |

## Политическая ситуация
Село Дебелец подчиняется непосредственно общине и не имеет своего кмета. Кмет (мэр) общины Дылгопол — Георги Киров Георгиев (ГЕРБ) по результатам выборов.